# マット・ウォルシュ (政治評論家)
マット・ウォルシュ（Matt Walsh、1986年6月18日生 - ）は、アメリカ合衆国の右翼の政治評論家・作家。ポッドキャストでMatt Walsh Showの司会を務めるほか、保守系メディアであるデイリー・ワイヤーにコラムニストとして寄稿している。ウォルシュは著書を4冊出版しており、デイリー・ワイヤー制作のオンライン・ドキュメンタリー映画『What Is a Woman?』に出演した。
ウォルシュは以前、デラウェア州とケンタッキー州のラジオ局のトーク番組の司会を努めていた。彼は、LGBT運動、とくにトランスジェンダーのコミュニティに対して率直な批判を行っており、成人・未成年へのトランスジェンダーの医療ケアを提供する個人や病院に対する反対運動を行っている。

## 経歴
ウォルシュは大学に進学していない。
2010年の初めから2011年8月1日まで、デラウェア州ジョージタウンのFMラジオ局、WZBH 93.5 FMのトーク番組、The Matt and Crank Programの司会を共同で務めたことが、彼のキャリアの始まりである。ウォルシュはその後、8月の後半に、同州レホボスビーチに移り、WGMD 92.7 FMで一年に満たない期間を務めた。2012年、ケンタッキー州レキシントンに引っ越し、ニュース・ラジオ・630・WLAPに参加、ウェブサイト、The Matt Walsh Blogを立ち上げた。同サイトで彼は、さまざまな問題について保守的な視点から取り扱った。
2013年、自身の番組が打ち切りとされた後、ウォルシュはブログでの活動に専念するため「ラジオから永遠に離れる」旨を発表した。2014年10月、ブレイズ・メディアのため働き始める。ウォルシュはまた『ハフポスト』にも寄稿していたほか、2017年10月からは『デイリー・ワイヤー』のためにも執筆するようになった。彼はFOXニュースの時事トーク番組『タッカー・カールソン・トゥナイト』やニュース番組『ザ・イングラハム・アングル』、『フォックス・アンド・フレンズ』、CBSのワイドショー『Dr. Phil』のほか、ポッドキャストの番組『ザ・ジョー・ローガン・エクスペリエンス』に出演している。
ウォルシュは4冊の本を出している。出版された書籍は次の通り：The Unholy Trinity: Blocking the Left's Assault on Life, Marriage, and Gender (2017年)、Church of Cowards: A Wake-Up Call to Complacent Christians (2020年)、『ジョニー・ザ・ウォルラス』(2022年)、『What Is a Woman?: One Man's Journey to Answer the Question of a Generation』(2022年)。
2018年4月から、毎週平日に約1時間のラジオ番組『The Matt Walsh Show』の司会を務めている。

## 見解と論争
ウォルシュはこれまで右翼、保守、極右と評されている。また、複数のメディアは、彼の解説を「trolling」（暴言や詭弁）であると評している。ウォルシュはTwitterのプロフィールにおいて「神政主義的ファシスト」を自称している。彼によれば、この自称は、ウォルシュの論敵が侮辱として用いた言葉に応えたものである。
ウォルシュは、ブラック・ライヴズ・マターデモで発生したケノーシャ暴徒銃撃事件の容疑者、カイル・リッテンハウス（のちに無罪判決）が殺害容疑で起訴された件について誣告であると主張した。また、ポルノグラフィ規制と堕胎の犯罪化を主張する。さらに、オゾンホールと酸性雨は重大な問題であったことはないとも主張した。この見解について、科学技術ニュースサイト、Ars Technicaは「十分に裏付けされている歴史を故意に無視している」と評するツイートしている。
実写版のリトル・マーメイド（2023年）におけるハリー・ベイリーが主役に抜擢されたことについて、ウォルシュはデイリー・ワイヤーで「科学的な見地からすれば、海の奥深くに黒い肌をもつ者が住むのは全く理解ができないことばかりだ」と語ったうえで、人魚は半透明とするべきだとした。ウォルシュのこのコメントは、CNNでデジタル・エンターテイメント副編集長を務めるリサ・フランスによって「人種差別は残念ながら現実であり、人々はとても気分を害する」と嘲笑された。後日、ウォルシュは「半透明の権利は人権だ」と述べた。彼は動画の視聴者からの質問に答えた際に日本のアニメを「悪魔崇拝的」と呼んだうえで、「（アニメが）なぜ悪魔的なのか議論は必要ない。私にはそう見える」とした。また、多文化主義について「実験の失敗」とした。

### 未成年の妊娠
2022年、革新系調査報道メディアグループのメディア・マターズ・フォー・アメリカは、ウォルシュが2010年代に出演していたラジオ番組、The Matt and Crank Programにおいて、「問題は『未成年の』妊娠ではなく――『未婚の』妊娠だ」と発言した上で、「17歳から24歳の女の子は、事実上、最も妊娠しやすい時期にある」とし、「10代では家庭を持つには若すぎる」と社会がみなすようになったのはごく最近のことだと語っていたことを、調査で明らかにした。これらの発言についての批判をうけ、ウォルシュは、「（昔は）若くに結ばれ、結婚生活を続けていたために」未成年の妊娠が社会的に問題視されなかったという「議論の余地がない歴史的な観察」について伝えようとしていたのだ、という弁明をおこなった。彼はさらに、年齢を問わず、「子供の面倒をみるための安定的な家族構造を」子供にあたえない婚外妊娠こそが「重要な問題」であると主張した。ウォルシュはそのうえで謝罪を拒否し、「本人が同意し、与えられた役割を進んで演じない限り、誰もキャンセルされることはない。まぁ、私は同意しないし、ゲームをプレイするつもりもないが」と述べた。カリフォルニア州のオンラインニュース会社、LGBTQネイションは、トランスジェンダーの未成年に対しては反対しながら10代の妊娠については擁護をおこなっているウォルシュに対し、偽善だと非難した。

### LGBT問題
ウォルシュは、LGBT運動、とりわけトランスジェンダー・コミュニティに対して明確に反対の立場を示している。
2015年6月、ウォルシュは、合衆国最高裁判所がオーバーグフェル対ホッジス裁判において下した、アメリカ合衆国憲法が同性カップルの結婚権を保障するという判決を批難した。彼はそのうえで、結婚が「あらゆる堕落や腐敗が蔓延する制度」になるとほのめかしつつ、「同性愛者2人の結びつきは、法的な結婚ではないし、今までそうあったことはないし、今後もない」と主張した。
2021年2月、ギャラップ社が行った調査で、Z世代にLGBT、特に両性愛者とトランスジェンダーを自認する人間がそれ以前の世代と比較して急増したことが明らかになった件をうけて、ウォルシュは「メディア、ハリウッド、学校制度」が子どもたちをLGBTコミュニティに勧誘したと批難した。イギリスのLGBTメディア、PinkNewsによって引用されたコメンテーターらは、ウォルシュは誤っており、この増加は、若い世代の人々のあいだでLGBTに対する社会的スティグマが緩和されるなど、いくつかの異なる要因によるものであると主張した。
ロシアのウクライナ侵攻が始まって間もない2022年2月24日、ウォルシュは、アメリカ軍を女性化させ、「腕立て伏せ3回もできない」レズビアンを兵士として採用させたバイデン大統領を批難し、さらに「バイデンが大統領室で意識が高いこと（wokeness）に一年間も最優先であたっていた後に（ロシアによるウクライナ侵攻が）発生したのは偶然ではない」と発言した。
『ニューヨーク・タイムズ』紙のコラムニスト、ミシェル・ゴールドバーグは、ウォルシュの論評や他の右派コメンテーターの言動が、米国におけるLGBTに対する暴力や反LGBT感情の増大を引き起こしたと書いている。また、南部貧困法律センター（SPLC）は、2022年11月にコロラドスプリングスの性的少数者向けナイトクラブで発生したクラブQ銃乱射事件を受けた声明において、ウォルシュを「LGBTQに関する恐怖と偽情報の売人」の一人と評した。ウォルシュは以前、全年齢対象のドラァグイベントに反対することは癌と闘うようなもので、「癌と同様、これらを止めることは穏やかでもないし、痛みのない過程ではない」と発言していた。上述の銃乱射事件後、ウォルシュは自身のレトリックを批判する人々を「魂のない悪魔」「根っからの悪」とののしり、彼らは銃乱射事件を利用して「子どもの去勢、そして性的なものとして子どもを見ることを受け入れるよう、我々に対して脅迫している」と非難した。ウォルシュはさらに、「ドラッグクイーンと子供の組み合わせ」が右翼からの「暴力的なバックラッシュ」を引き起こすと感じた左派の人々に対し、「これほどの混乱と暴力を引き起こすのであれば、なぜそれを続けることにこだわるのか？」と暴論を展開させた。アメリカ合衆国の雑誌『ネイション』の ジート・ヘールは、ウォルシュの言説について、他の右翼系評論家らのそれとならび「暗黙のうちに脅威である。LGBTの人々を標的として、右派は新しいリンチ文化を作り出そうとしている」と評した。

### トランスジェンダー問題

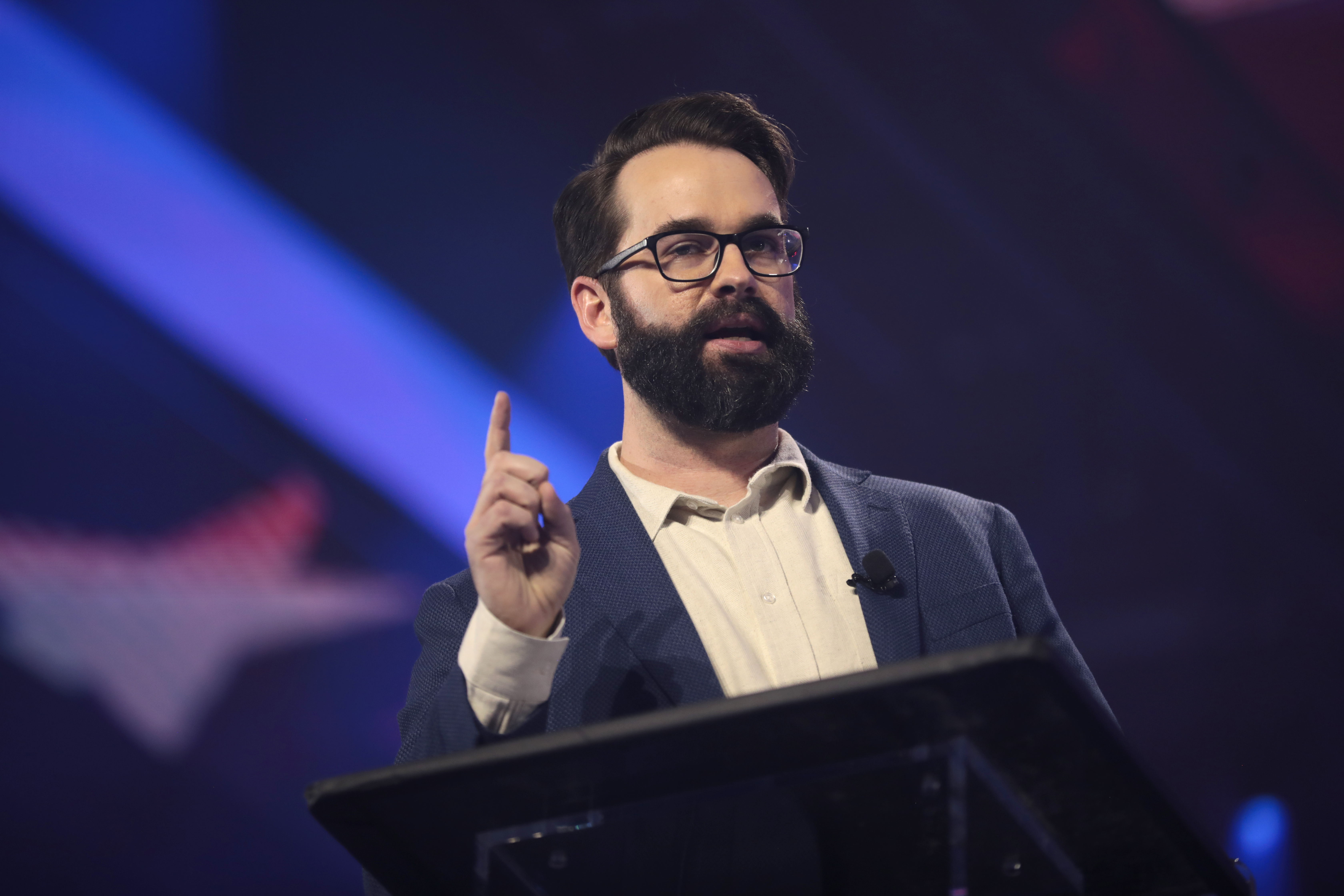
アリゾナ州、フェニックスで開催されたAmericaFestで演説するウォルシュ　2022年

ウォルシュは、トランスジェンダーコミュニティや病院や学校で行われている（親トランス的）運動に対し、児童書『ジョニー・ザ・ウォルラス』とドキュメンタリー映画『ホワット・イズ・ア・ウーマン？』で見られるように、何度も反対の立場を表明し続けてきた。ウォルシュと彼の率いる運動は、しばしば反トランスやトランスフォビア的であるとされる。進歩主義的な雑誌『ニュー・リパブリック』は、ウォルシュが「医療関係者を悪者扱いし、LGBTQコミュニティにおける『グルーミング』や小児性愛に関する陰謀論を押し進めることで名を馳せている」ことをもって、2022年の「トランスフォーブ・オブ・ザ・イヤー」に認定した。ウォルシュは、トランスジェンダーであることは「妄想」で「精神障害」であることとしており、また、トランスジェンダーの未成年者にホルモン治療や性別適合手術（英: Gender Reassignment Surgery）を施すことを、児童虐待やレイプに例えている。2021年5月、ウォルシュは、未成年のトランスジェンダーに性別適合手術を行う医師を「ナチスの悪の科学者」「小児性愛者」と呼び、「形成外科医は基本として、『悪魔のいけにえ』に出てくるレザーフェイスのように振る舞っている」と発言した。ウォルシュの見解は、未成年のトランスジェンダー向けの治療ガイドラインを策定している、アメリカ医療界における主要な団体がとる見解と真っ向から対立している。これらの団体やいくつかの研究によれば、「（ホルモン治療や性別適合手術などの）ケアの拒否は、自殺やその他の精神的な健康問題の発生率を高める可能性を高めることにつながる」。
ウォルシュは、トランスジェンダーの生徒に性自認に合ったトイレの使用を認めたラウドン郡教育委員会に対しての反対意見の表明を行う資格を得るため、2021年に1日だけバージニア州のアパートを借りた。彼は、後に自身の映画『ホワット・イズ・ア・ウーマン』で取り上げたスピーチの中で、次のような発言をした。
「あなたがたは、全員、児童虐待者です。あなたがたは、感情豊かな子どもたちを食い物にし、彼らにあなたがたの狂気のイデオロギー・カルトを吹き込んでいます。このカルトは、多くの狂信的な意見を持ち合わせています。しかし、『男の子は女の子、女の子は男の子』という考えに勝るほど狂ったものはありません」。
2022年1月、Twitter運営は、ウォルシュのツイートがトランスジェンダーに対するヘイト行為に当たるとして、彼のアカウントを12時間にわたり制限した。同年10月、ビジネス界の大物イーロン・マスクによってTwitterの買収が行われたあと、ウォルシュは彼のフォロワー達に対し、トランスジェンダーにたいするミスジェンダリングを行うことをよびかけたうえで、「我々はトランス・アジェンダに対する大きな前進を遂げた」とツイートし、彼が「Twitterの解放」と称した今回の買収により、「我々の努力をさらに増す」ことができるとした。
同年11月、ウォルシュは、ゲストとして出演したポッドキャスト番組『ジョー・ローガン・エクスペリエンス』において、「数百万人の子供が第二次性徴遮断薬を投与されたかもしれない」と示唆する発言に、異議を挟まれた。同番組のプロデューサーのジェイミー・バーノンがウォルシュの発言に割って入り、過去5年間に第二次性徴遮断薬の投与がおこなわれた子どもは4780人しかいないと述べた。ウォルシュは「数十万人」と推測を引き下げ、「間違っているかもしれない」としたうえで、「あの人達が数字で言うとき、あなたはいったい誰を信用するんですか？」と付け加えた。

#### ホワット・イズ・ア・ウーマン

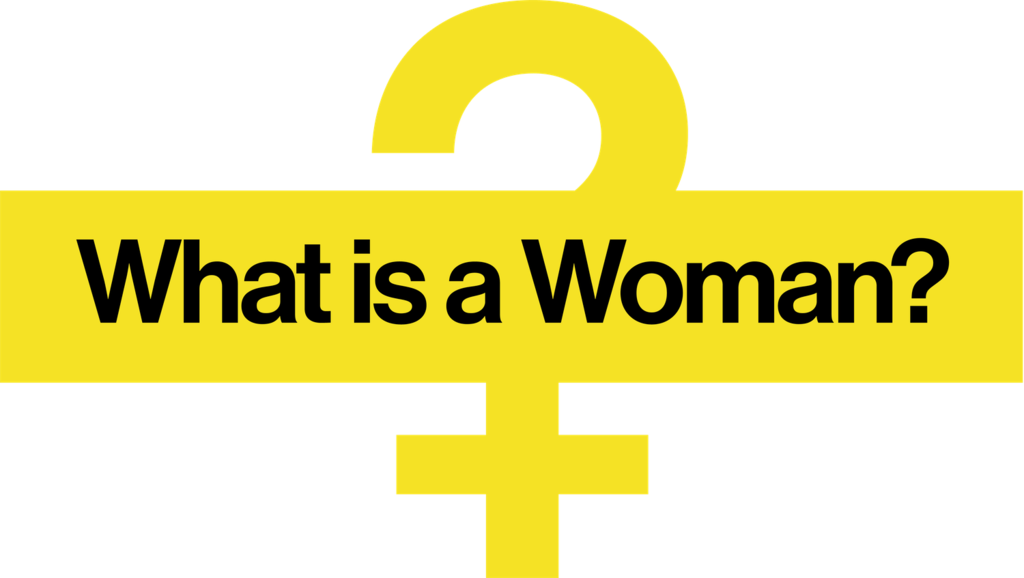
『ホワット・イズ・ア・ウーマン？』のロゴ